# Réfectoire du Palais Saint-Pierre

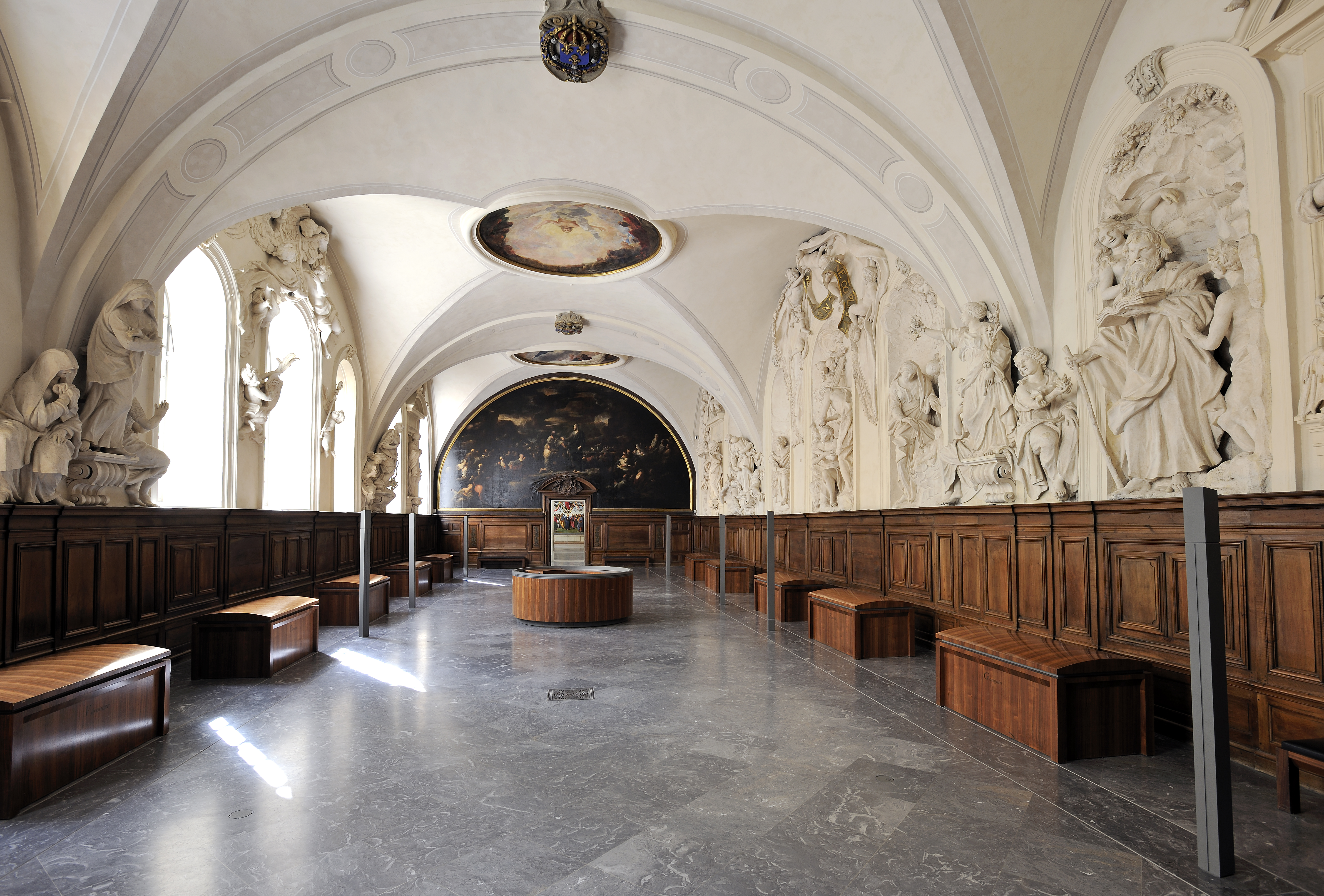
Réfectoire du Palais Saint-Pierre, mur est.

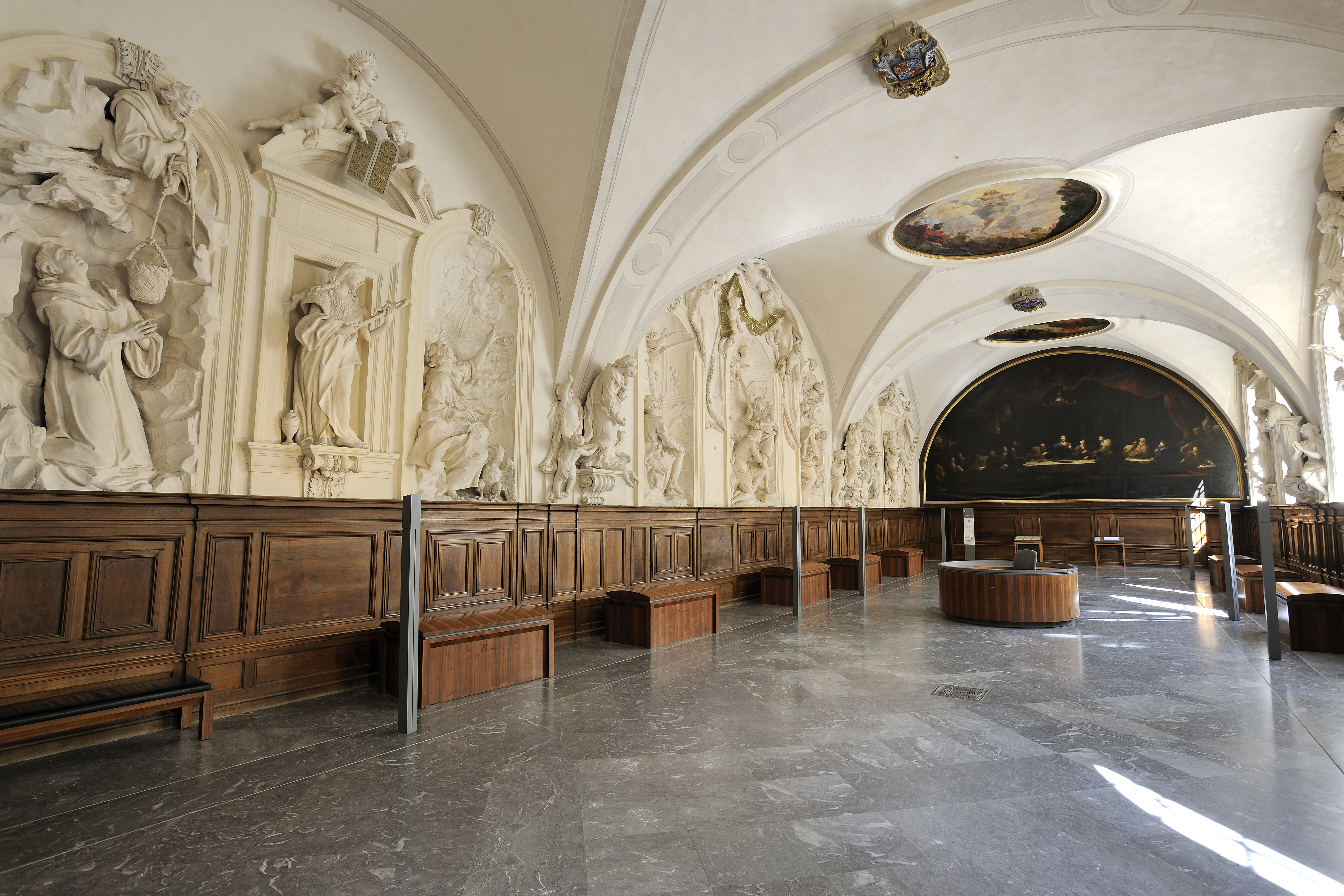
Réfectoire du Palais Saint-Pierre, mur ouest.

Le réfectoire du Palais Saint-Pierre ou réfectoire de l'abbaye des Dames de Saint-Pierre est situé au rez-de chaussée de l’actuel musée des Beaux-Arts de Lyon. Ce projet, aménagé entre 1680 et 1687, achève la reconstruction de l'abbaye de Saint-Pierre-les-Nonnains au XVIIIe siècle. Le décor, conçu par l'abbesse commanditaire Antoinette de Chaulnes et par Thomas Blanchet, est considéré comme l'un des chefs-d'œuvre du baroque à Lyon et « un des ensembles baroques les plus typiques que l'on puisse voir en France ». 

## Description
Le réfectoire se situe au rez-de-chaussée du Palais Saint-Pierre, il occupe une salle rectangulaire de 25 × 10 mètres, éclairée par sept fenêtres situées au sud. Les murs sont recouverts d'un soubassement de lambris en noyer. La partie haute est chargée d'un décor de figures en stuc. Sur la largeur, les arcs cintrés semi-circulaires encadrent chacun une grande toile peinte à l'huile.
Le plafond se compose de trois voûtes ; à la croisée des arêtes une lunette ovale, ou ronde pour celle du milieu, contient un décor qui est peint à l'huile directement sur la voûte.
Les arêtes divisent les murs en trois compartiments, celui du milieu est carré. Sur chaque retombée des arcs doubleaux, se trouve un groupe de trois figures sculptées. Sur les murs, des niches rectangulaires ou cintrées abritent des hauts-reliefs en stuc.
Deux portes subsistent, les armoiries sculptées ornent le fronton de l'entrée principale à l'ouest.
Une partie des menuiseries qui composaient le décor en bois sculpté a disparu, ainsi que le mobilier.
Le dallage initial était constitué de losanges de pierre noire et blanche conformément à la symbolique de l'Ordre bénédictin.

### Décors de Thomas Blanchet
Thomas Blanchet, ayant réalisé l'Escalier d'honneur des Dames de Saint-Pierre entre 1675 et 1681, jouit de la confiance de l'abbesse pour la construction du réfectoire, c'est le dernier chantier de l'abbaye. Le programme iconographique est consacré à la gloire de l'abbesse et à celle du monastère. Thomas Blanchet est le maître d'œuvre de l'agencement du décor monumental.
Une remarquable unité de conception d'inspiration romaine, inédite à Lyon, produit une « véritable greffe italienne dans la France du Grand Siècle ».
Les deux artistes auxquels il confie sculptures et peintures sont formés à Rome, comme lui. On retrouve une imitation du Bernin auprès de qui Blanchet a travaillé . On voit aussi l'influence d'Antonio Raggi et de Pier Francesco Mola.
Dans l'esprit de la Réforme catholique, les sculptures s'inspirent de l'Iconologia de Cesare Ripa dont un exemplaire relié aux armes de l'abbesse est conservé dans la bibliothèque de Jean Tricou .

### Sculptures de Simon Guillaume
Le sculpteur Simon Guillaume représente des personnages de la tradition chrétienne en haut-relief de stuc d'après les dessins de Blanchet. 
Dans les niches cintrées du mur au nord, les figures des saints protecteurs : Benoît fondateur de l'ordre bénédictin, Jean, Pierre patron de l'abbaye, Antoine l'ermite, Ennemond évêque de Lyon.

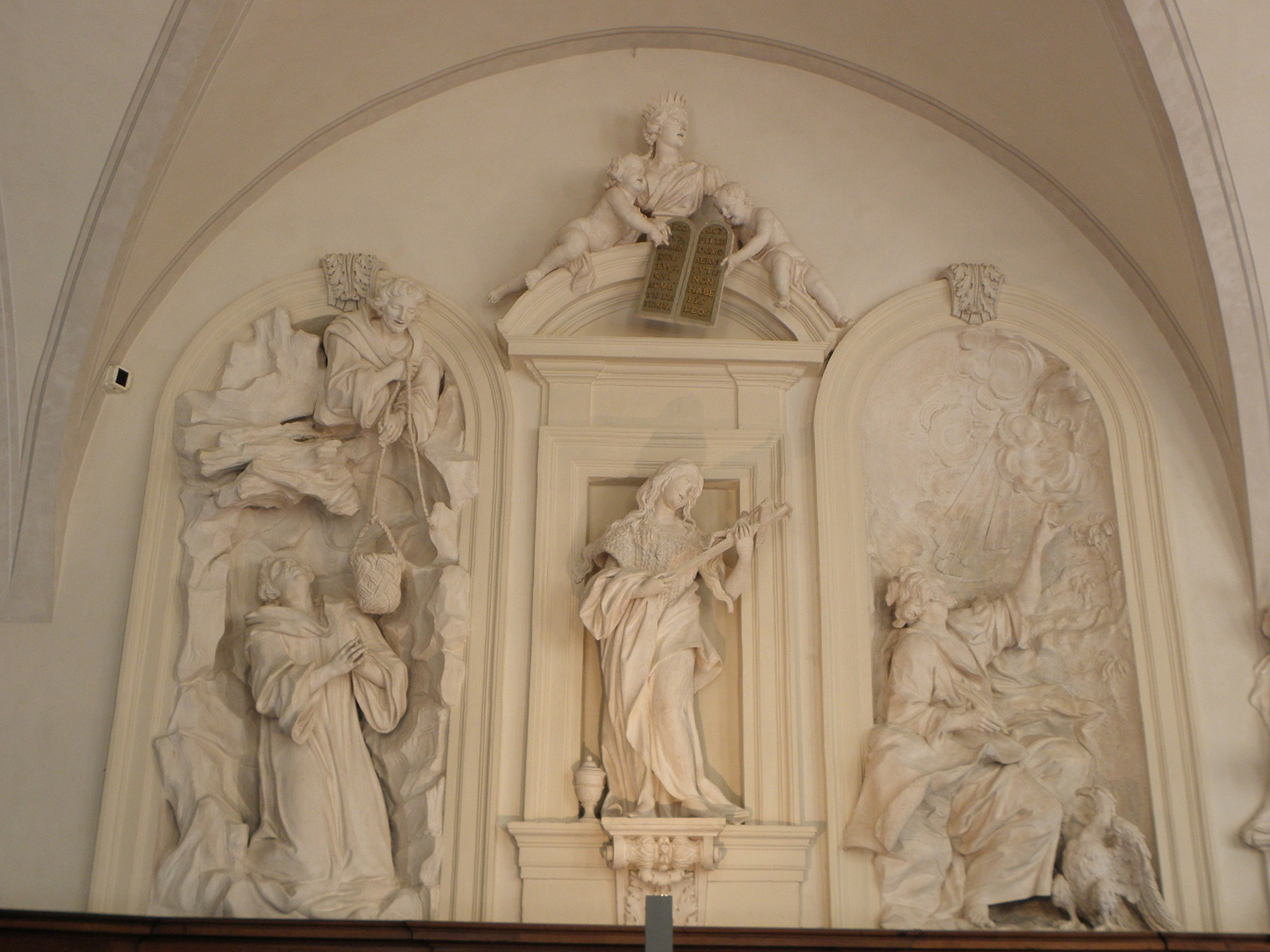
Saint Benoît, Sainte Madeleine, Saint Jean.
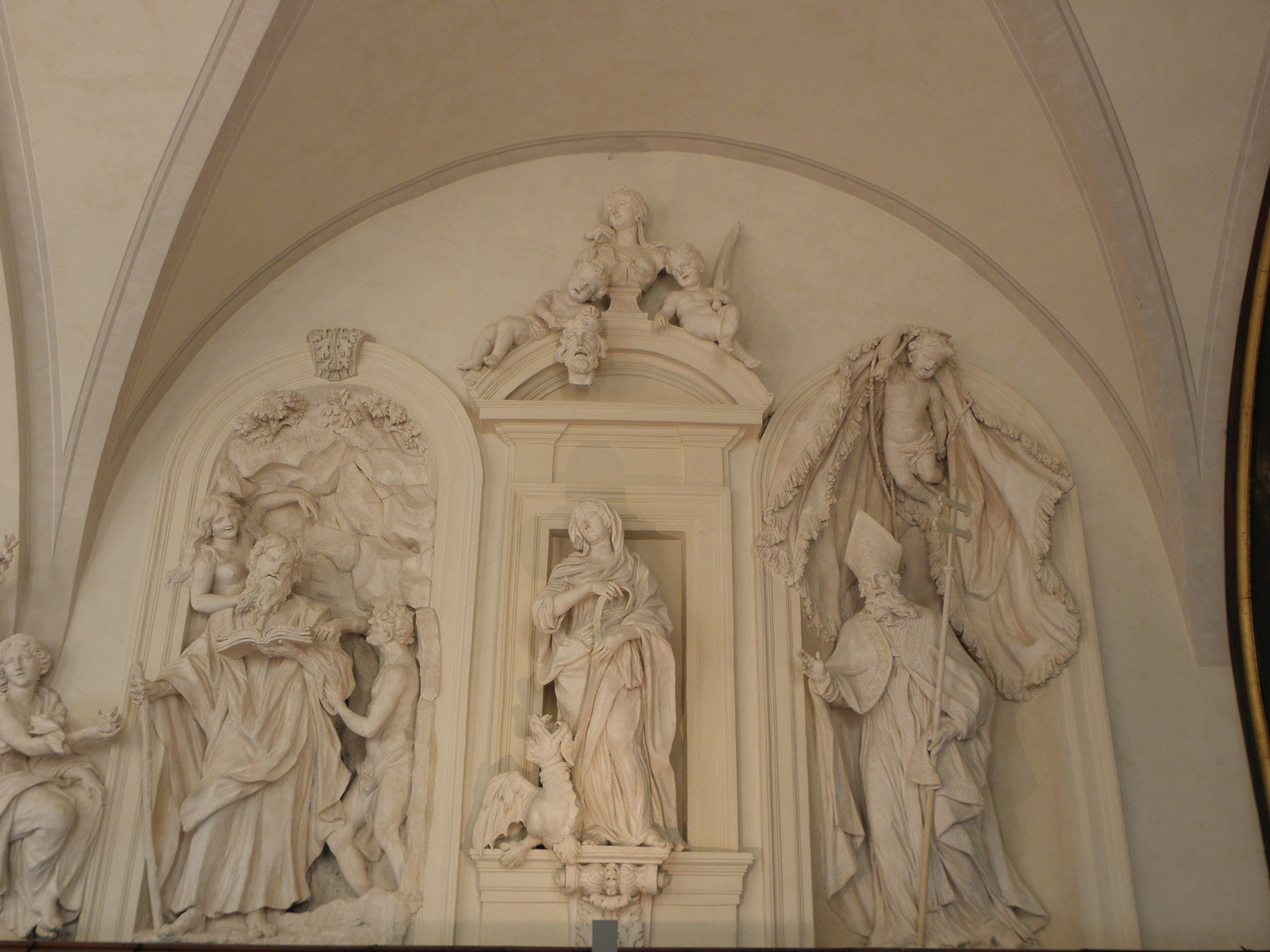
Saint Antoine , Sainte Marguerite, Saint Ennemond.

Deux scènes de la vie du Christ : Le Baptême du Christ et La Nativité.

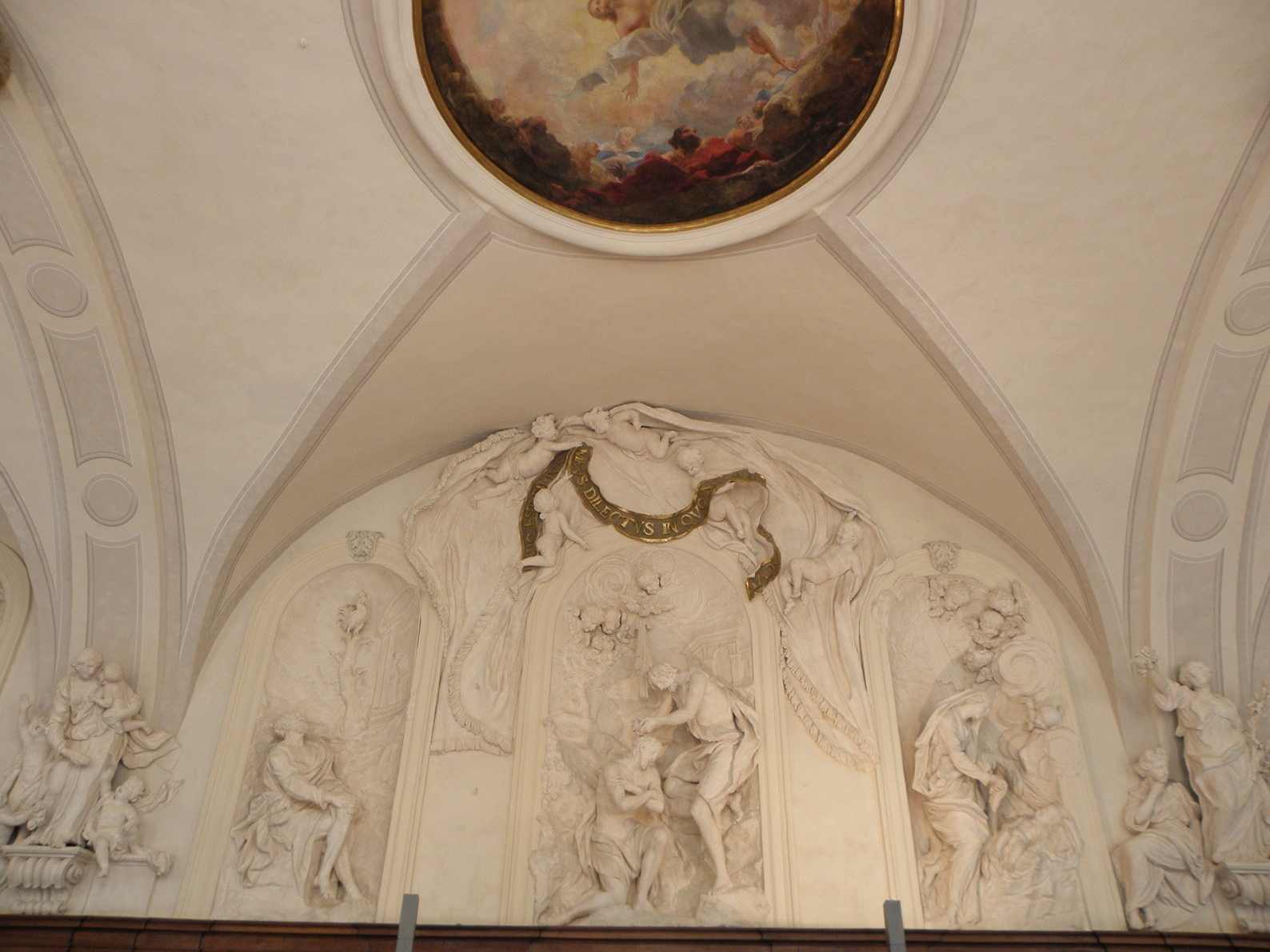
Baptême du Christ et Naissance du Christ.

Dans le retombées des doubleaux, Les vertus chrétiennes : au sud La Charité et La Chasteté, au nord La Pénitence et La Tempérance.

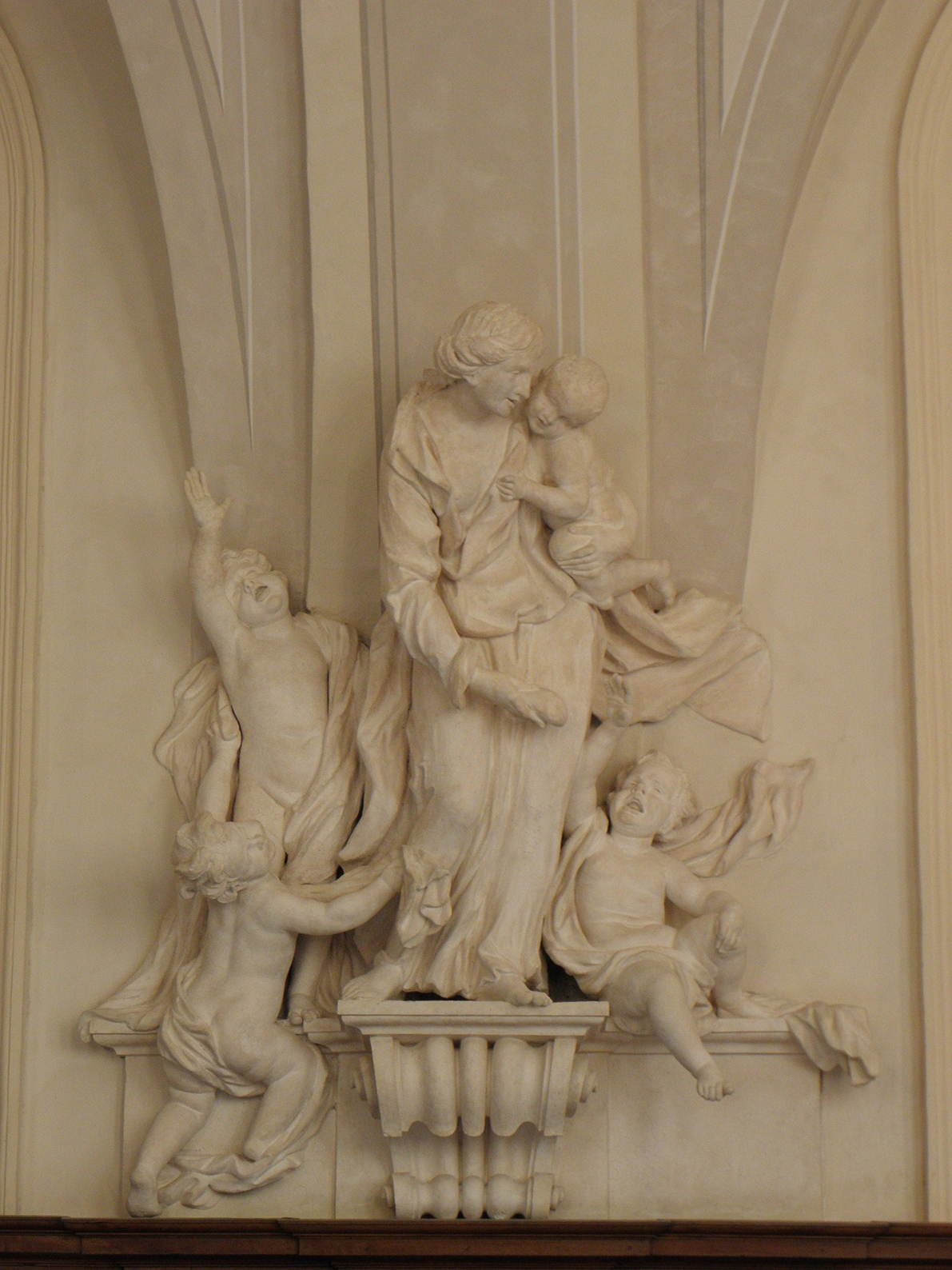
La Charité.
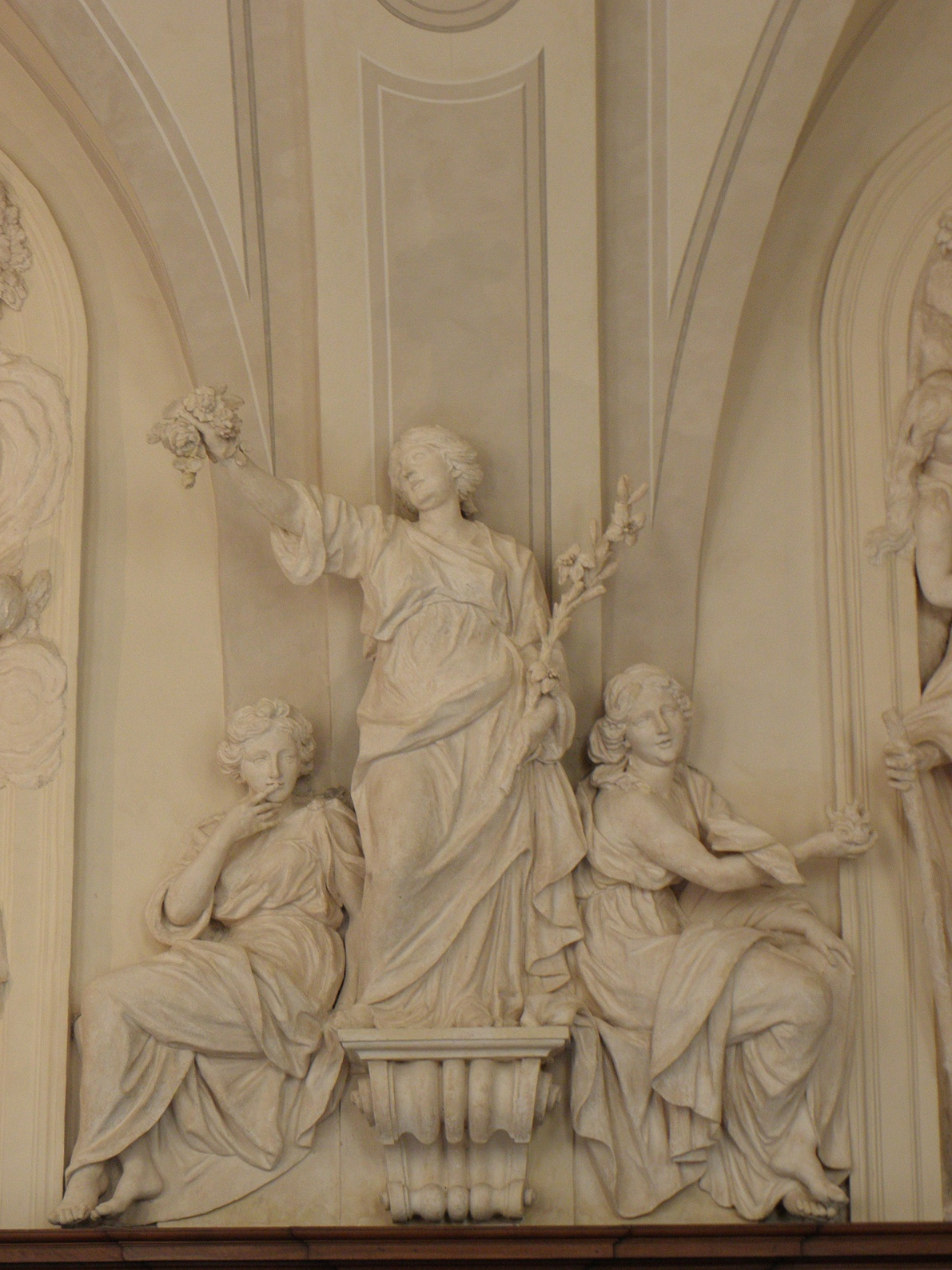
La Chasteté.
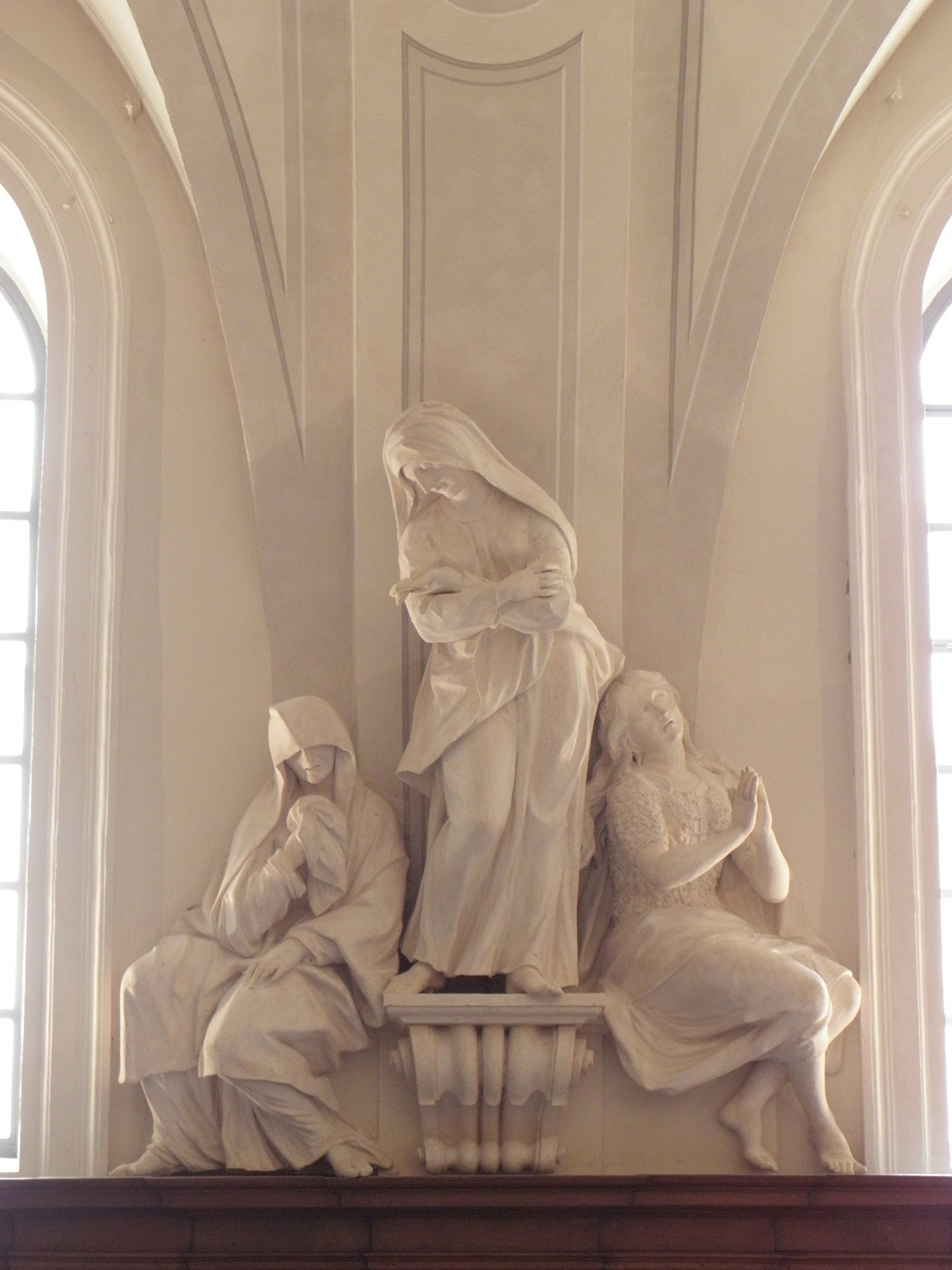
La Pénitence.
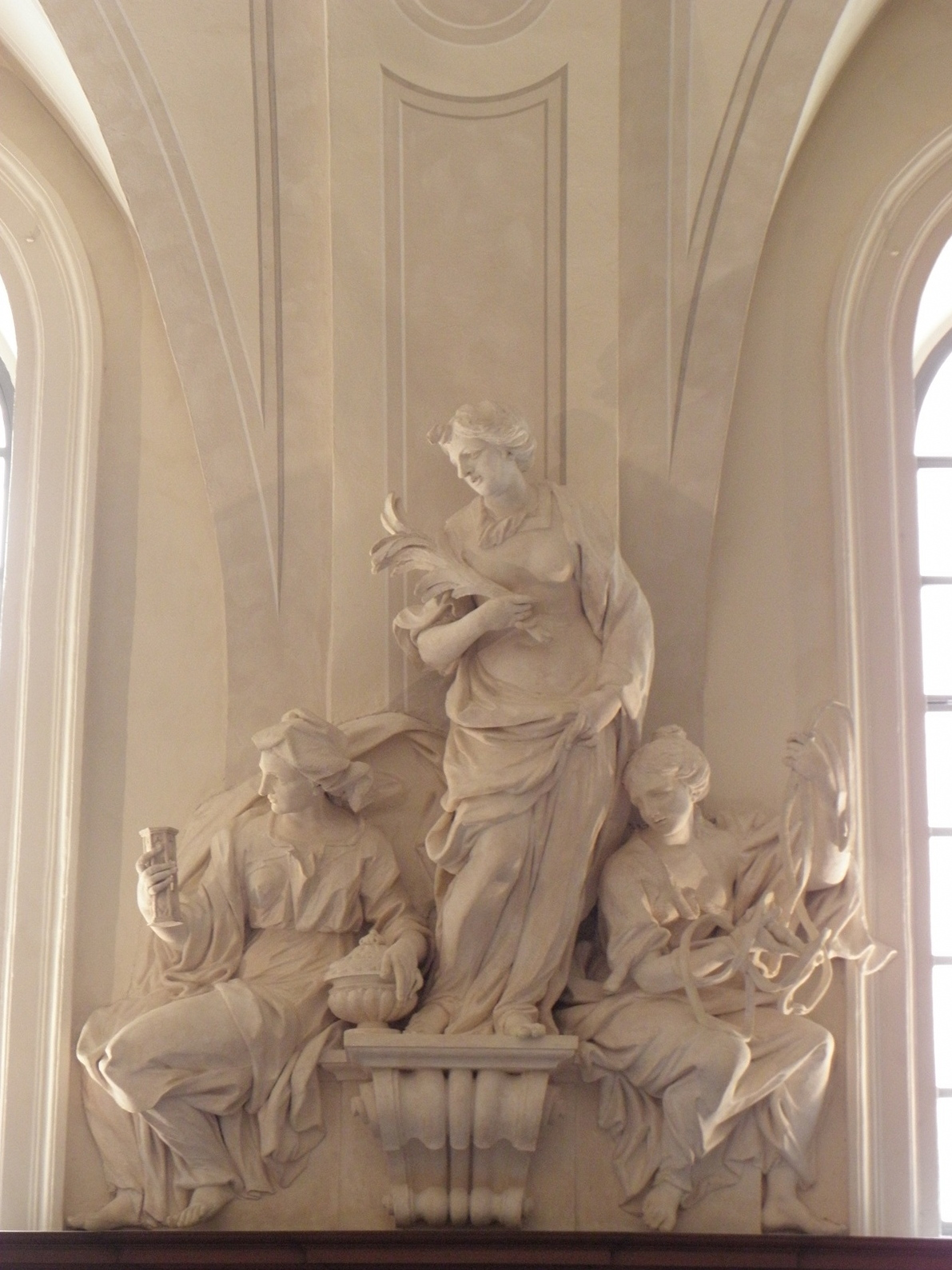
La Tempérance.

Dans les niches rectangulaires du mur, Les Saintes figurées grandeur nature : au sud Sainte Catherine d'Alexandrie, Sainte Barbe, au nord Sainte Madeleine, Sainte Marguerite.

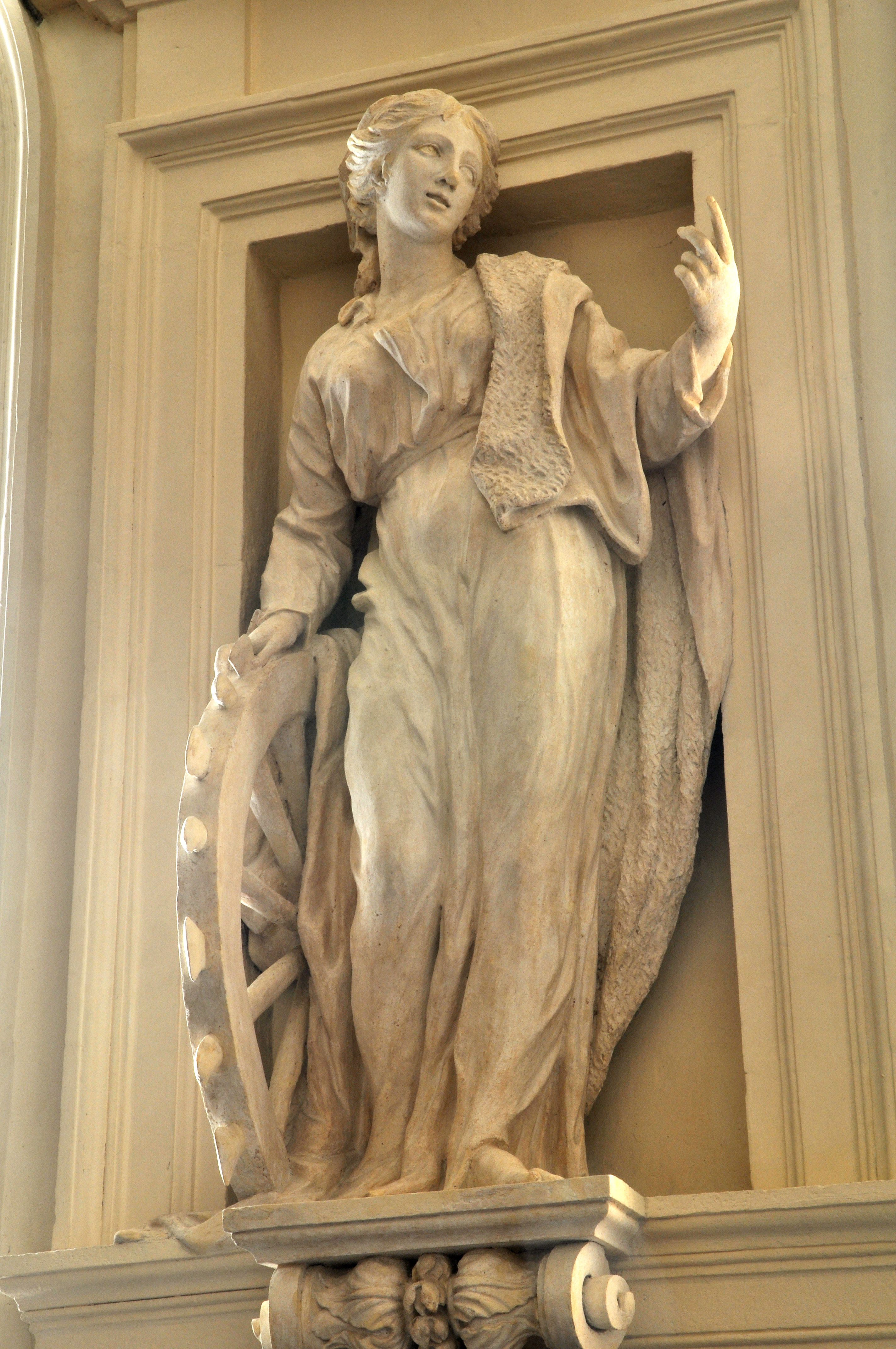
Sainte Catherine d'Alexandrie et la roue.
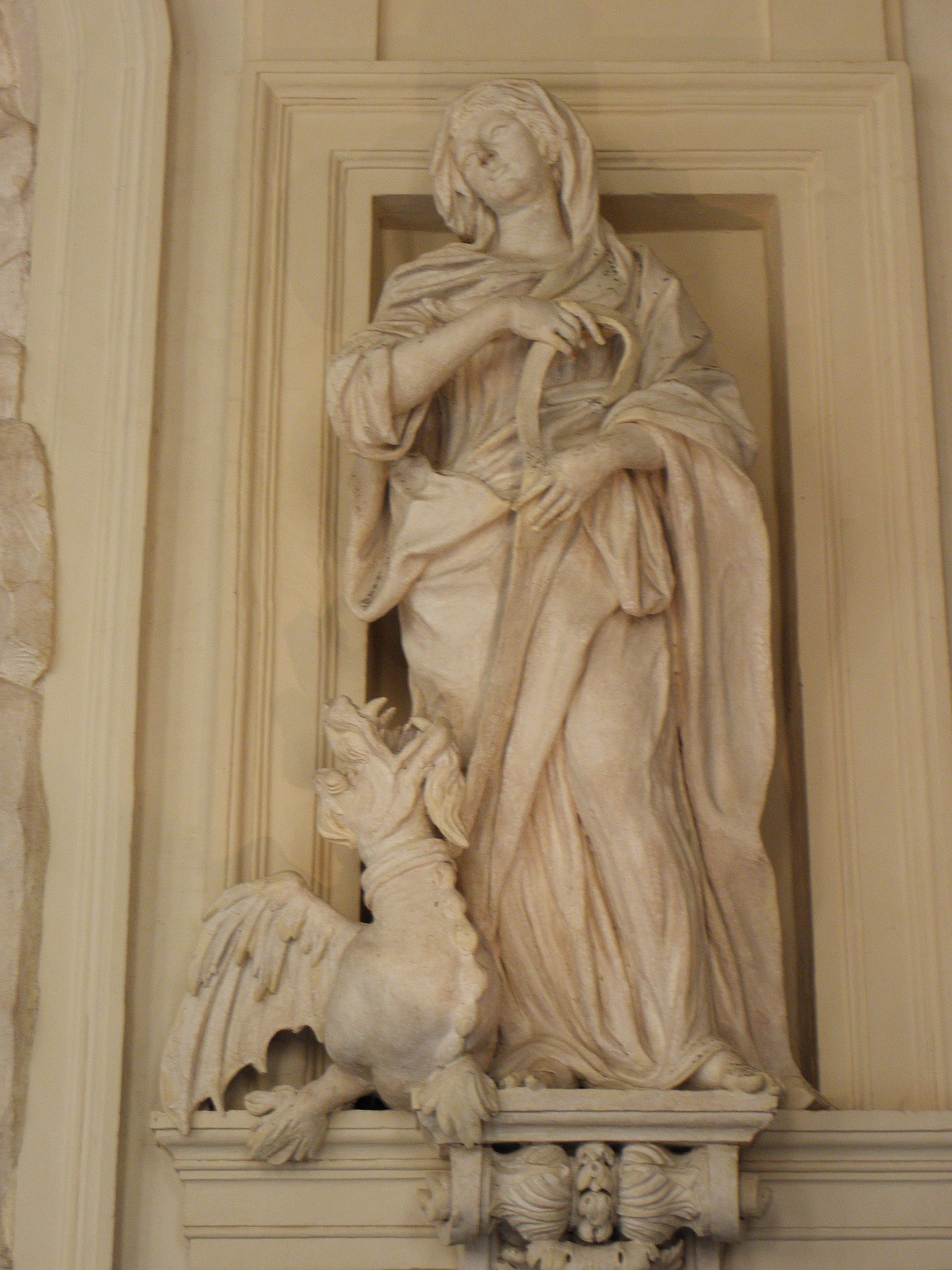
Sainte Marguerite et le dragon.

Sur les frontons, les bustes des femmes fortes de l'Ancien Testament : Deborah, Esther, La mère des Maccahbées, Judith.
Cette iconographie met à l'honneur les femmes – plus nombreuses que les hommes –, elles ont triomphé du Mal et doivent servir de modèle aux femmes du couvent.  

### Peintures de Louis Cretey
Le peintre Louis Cretey a réalisé le décor peint entre 1684 et 1686 . Sur les murs, la thématique des toiles est liée aux repas pris dans ce réfectoire, les deux peintures sont des scènes de repas de l'Evangile. Dans les oculi de la voûte, ce sont des thèmes bibliques mettant en scène des montées au ciel.
- La Cène, sur le mur à l'ouest.
- La Multiplication des pains, sur le mur à l'est.
- Le Prophète Élie enlevé au ciel, sur la voûte à l'est.
- L'Ascension du Christ, sur la voûte au centre.
- L'Assomption de la Vierge, sur la voûte à l'ouest.

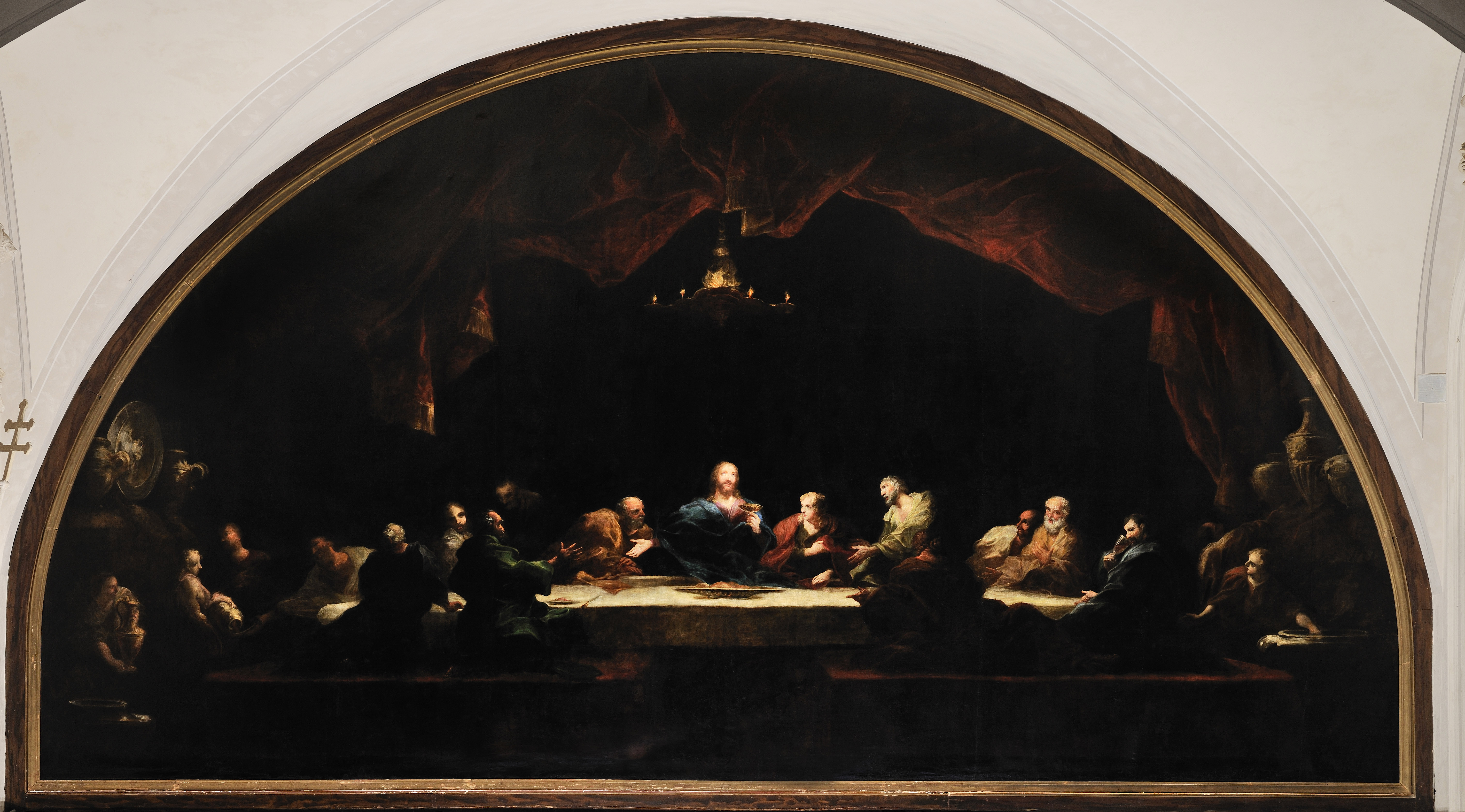
La Cène.
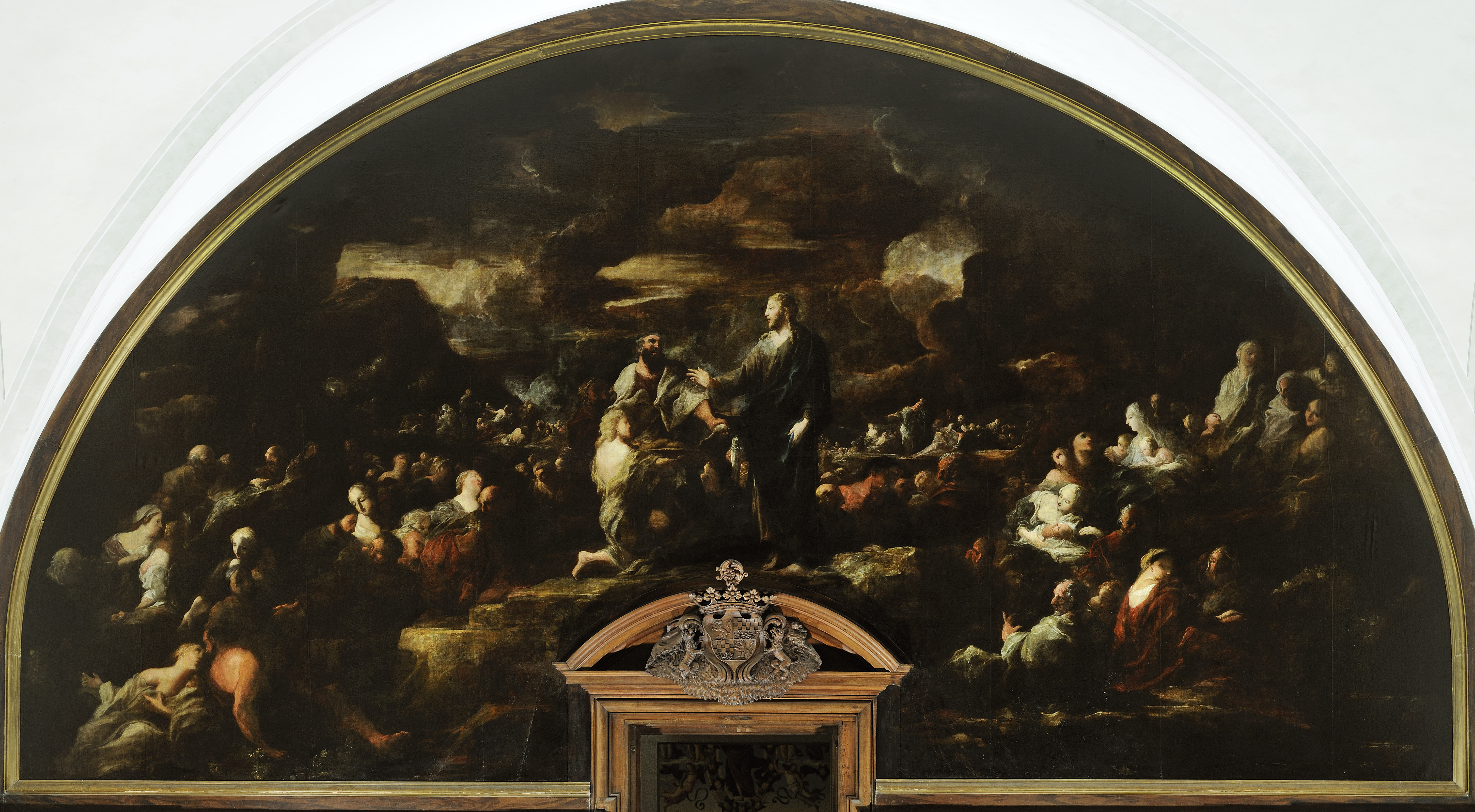
La Multiplication des pains.
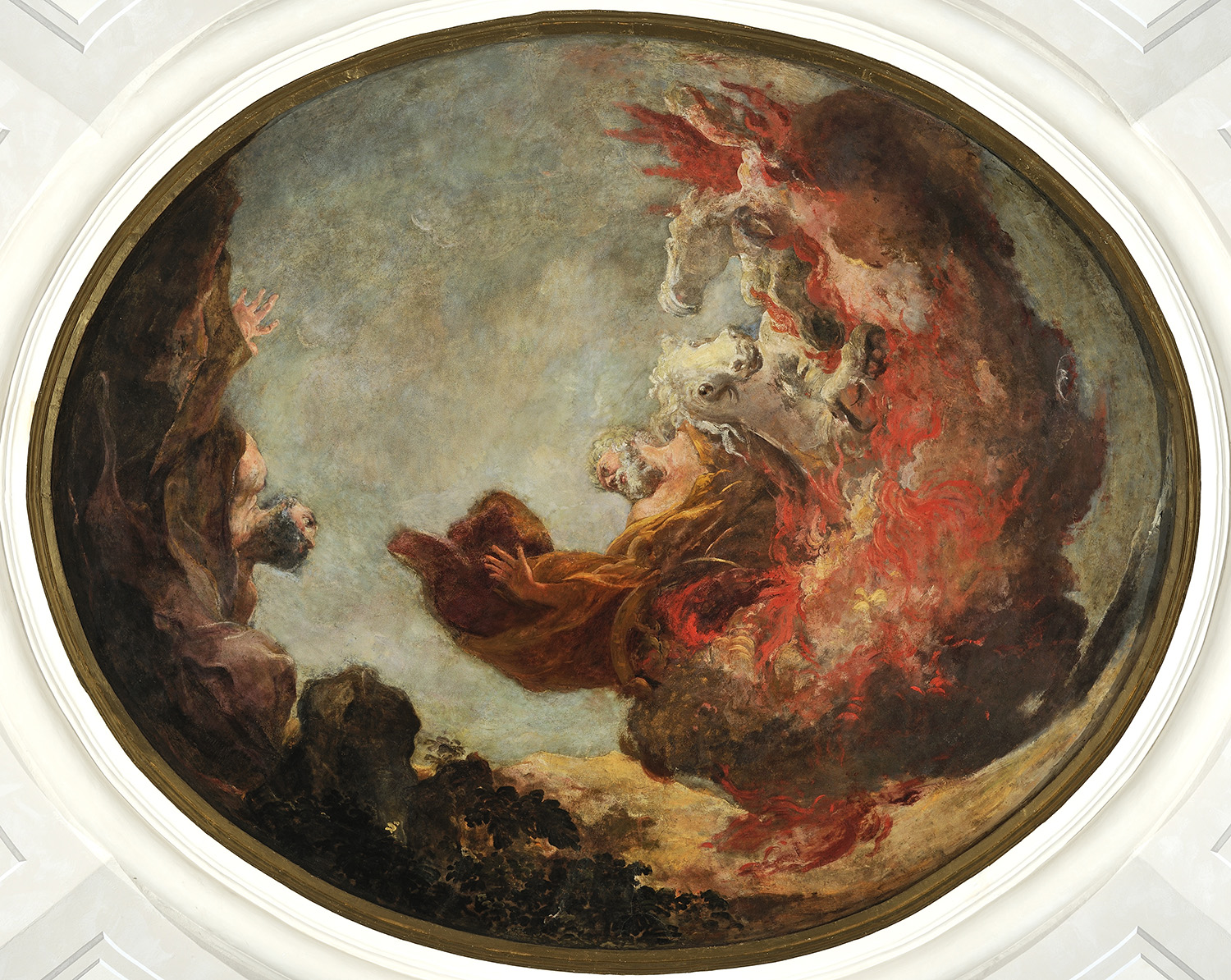
Le Prophète Élie.
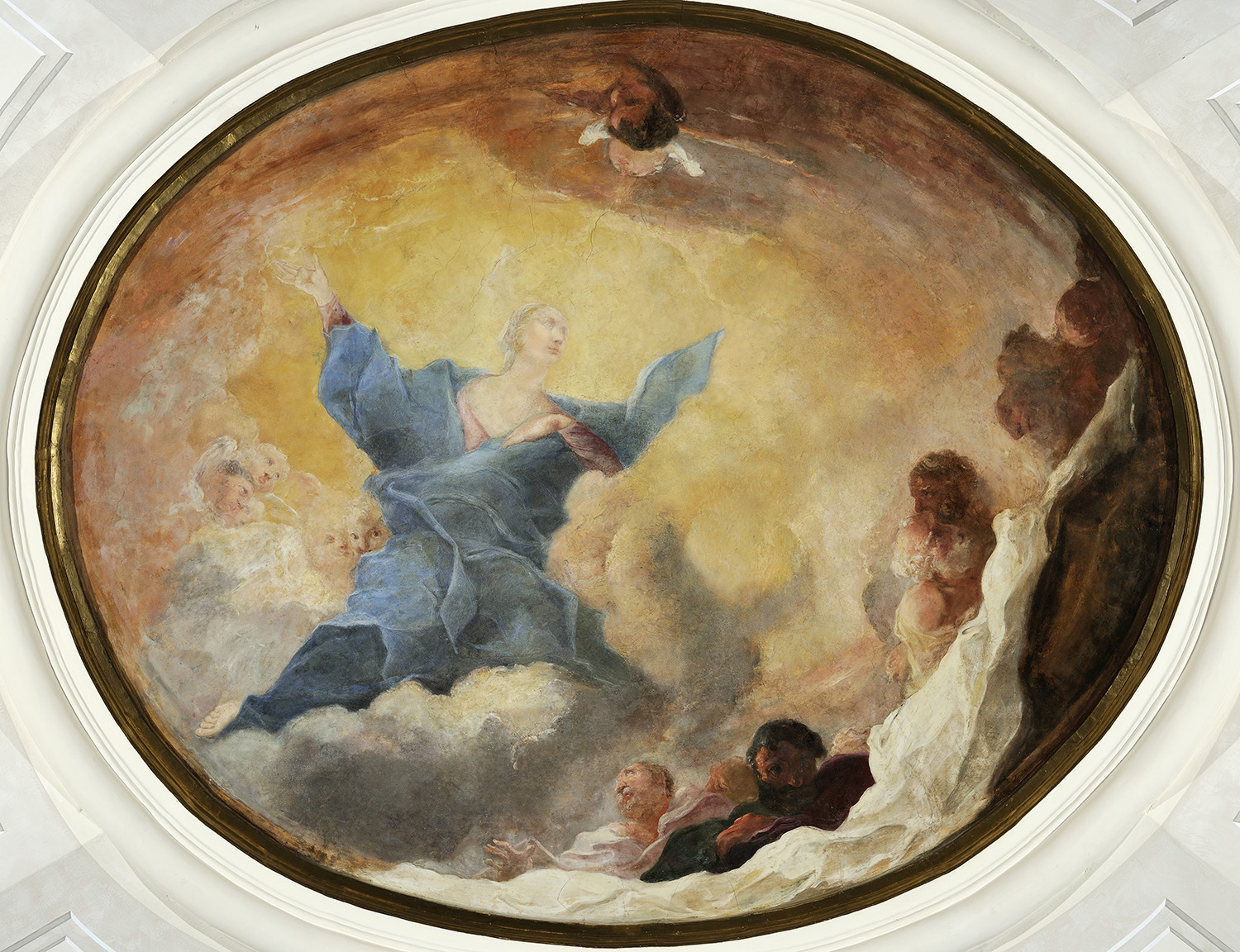
L'Assomption de la Vierge.
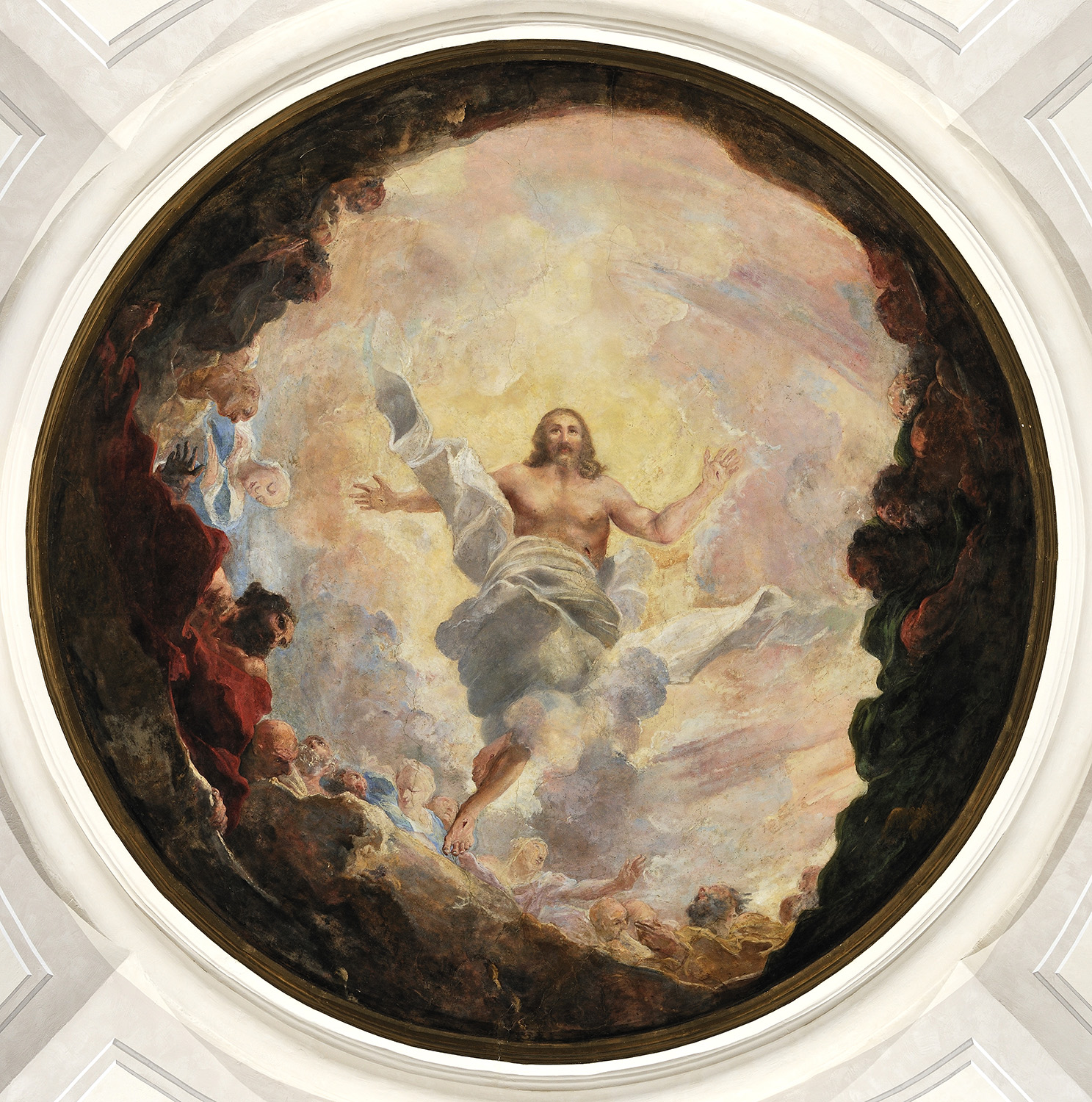
L'Ascension du Christ.

### Armoiries
Le sculpteur Marc Chabry réalise les blasons. Douze écussons se trouvaient sur les pourtour des lambris. Les armoiries de l'abbesse Antoinette d'Albert d'Ailly de Chaulnes étaient un élément majeur du décor.
- Autour de la fenêtre centrale au sud, un cartouche est porté par trois anges. Au-dessous, un ange tient une crosse de l'abbesse, un autre le monogramme AA.
- Ecusson avec blason aux armes de l'abbesse, couronne, manteau ducal.
- Les armoiries des abbesses Anne et Antoinette de Chaulnes, au fronton de la porte d'entrée à l'ouest.
- Le blason du roi de France, sur la clef de la seconde voûte.

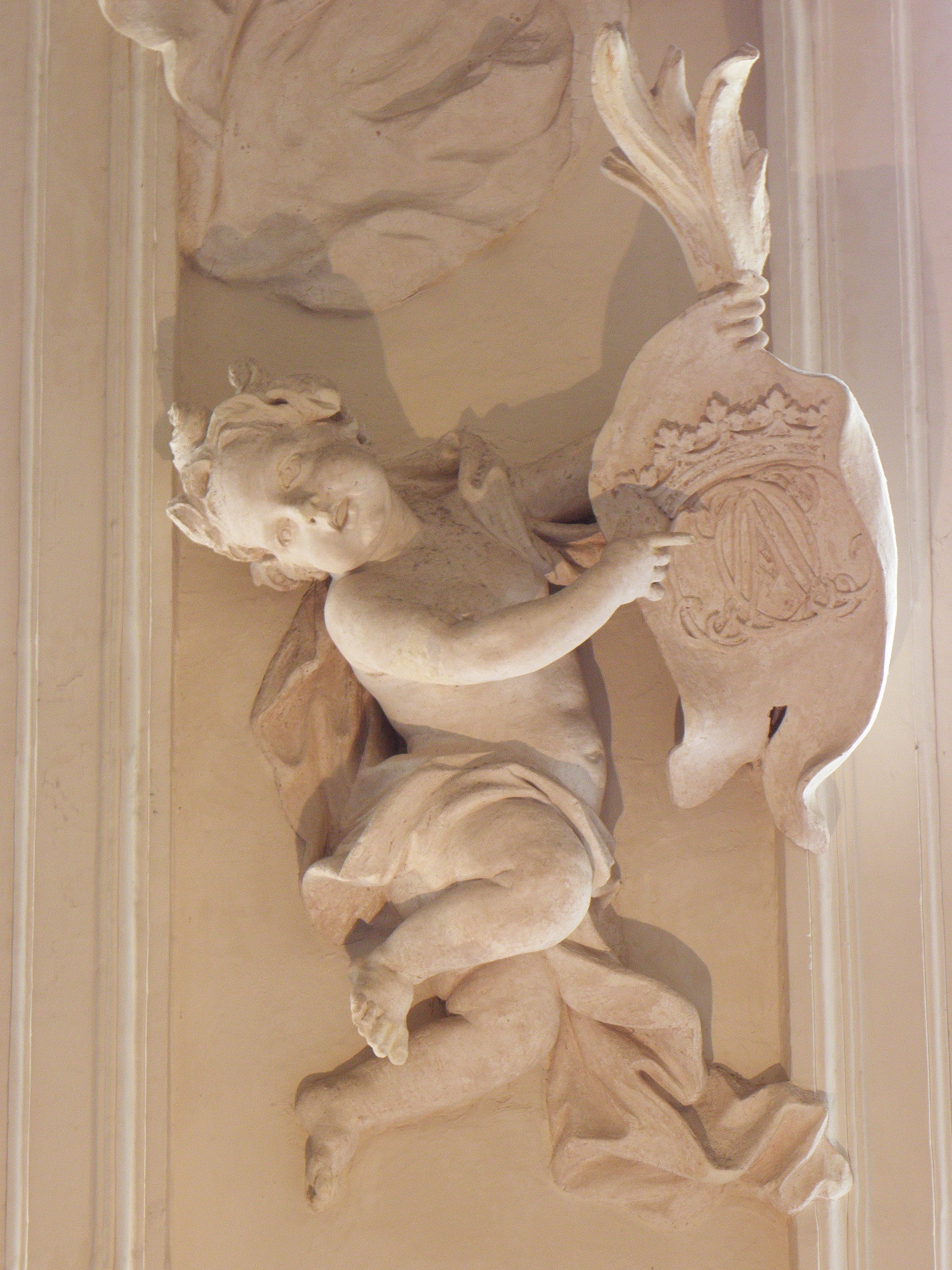
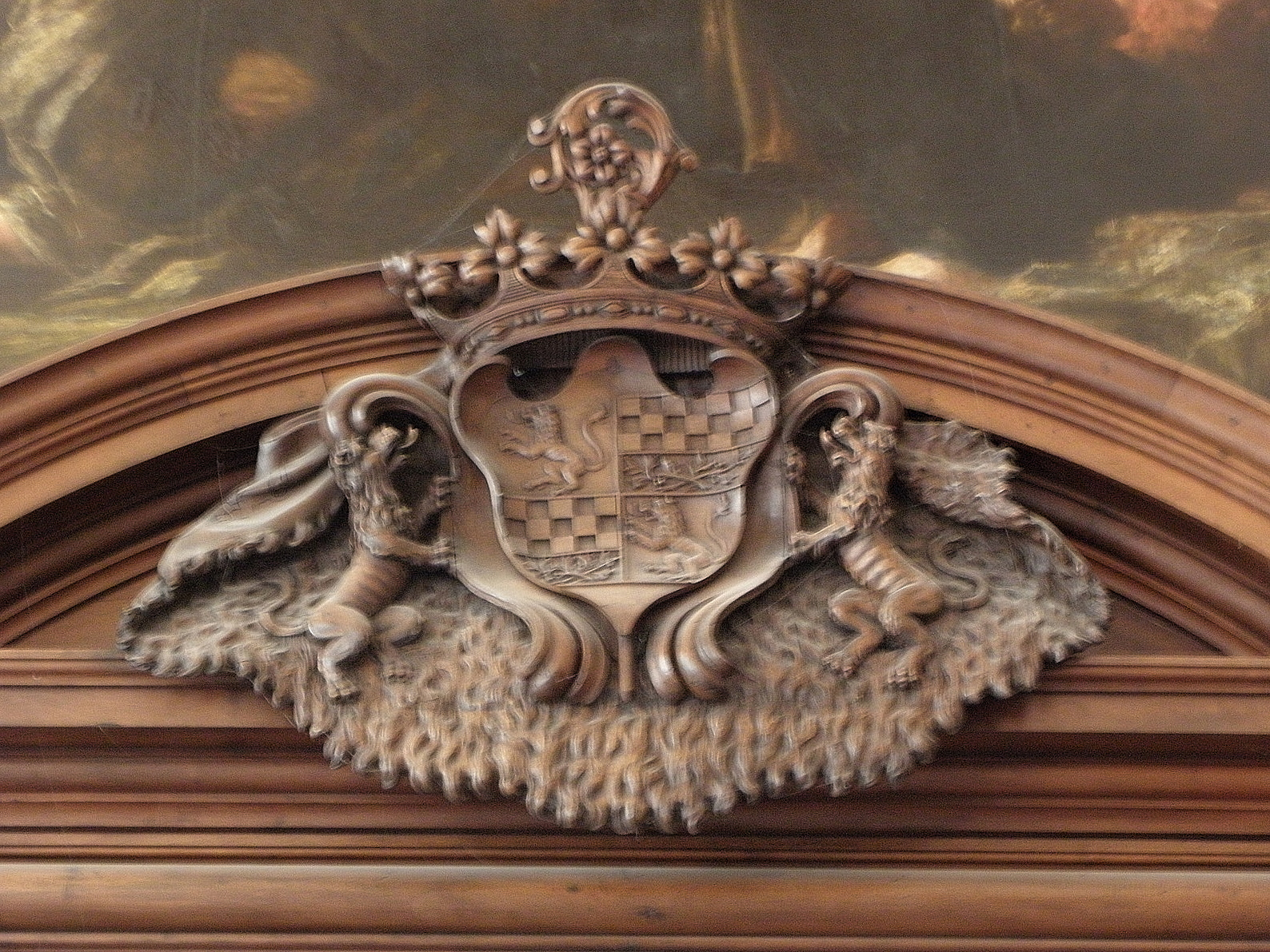
Armoiries des abbesses Anne et Antoinette de Chaulnes.
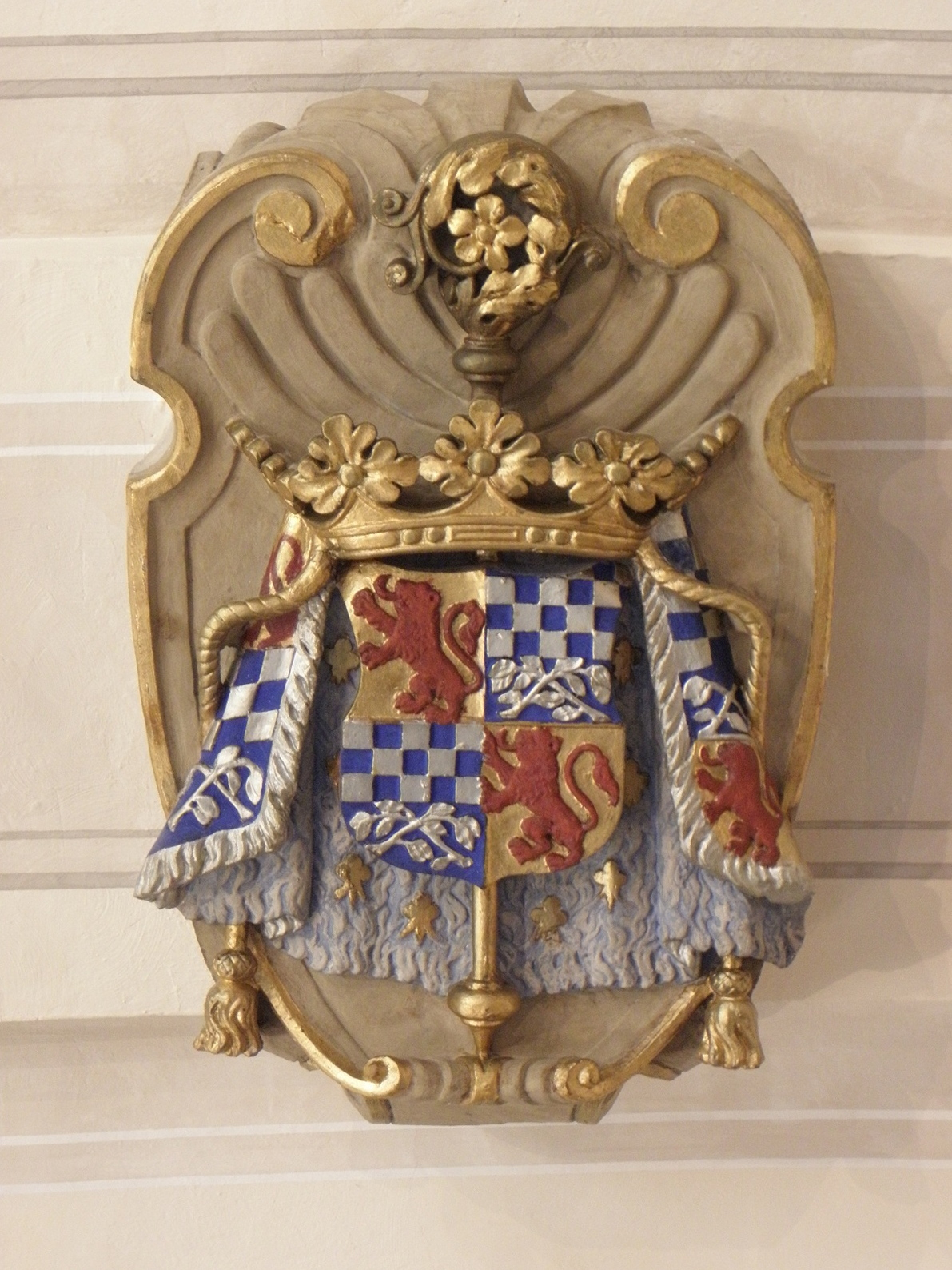
Blason d'Antoinette de Chaulnes.
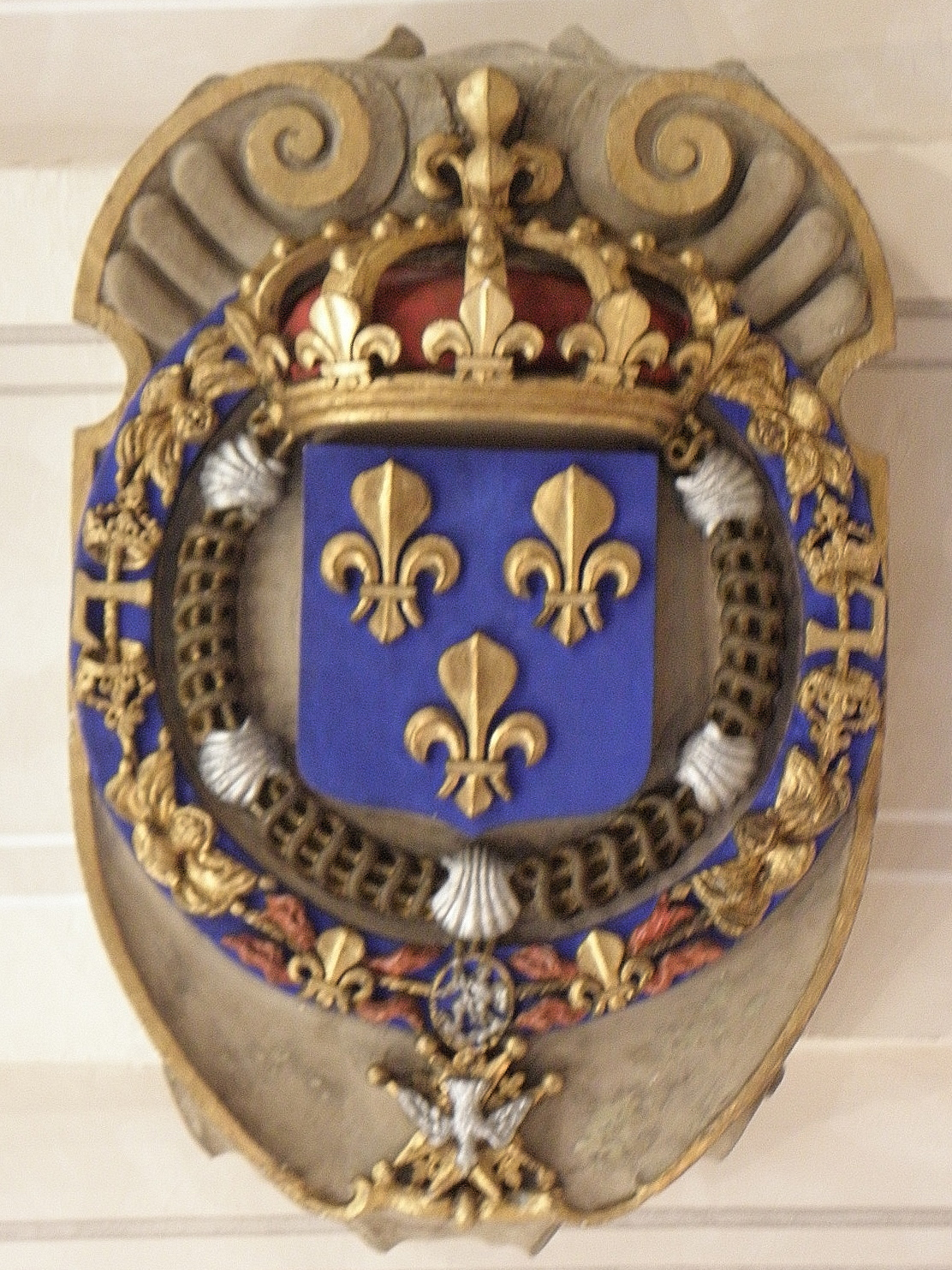
Blason du roi de France.

## Histoire

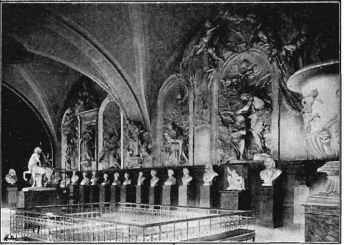
Galerie des bustes dans l'ancien réfectoire du palais Saint-Pierre. Photographie Sylvestre.

Le chantier de l'abbaye royale des Dames de Saint-Pierre a commencé en 1675. Thomas Blanchet en est le maître d'œuvre. 
Il réalise l'Escalier d'honneur entre 1679 et 1682, puis l'église et enfin le Réfectoire, dans le bâtiment sud.
Cette grande salle réunit les religieuses à l'occasion des repas, elle contient des bancs, des stalles en bois, quinze tables en noyer, une chaire en bois sculpté où s'installe la lectrice des textes sacrés. Les cuisines se trouvent à proximité. 
Lors de la Révolution française, le couvent est nationalisé et vendu à la ville de Lyon par l'État.
En 1791, les religieuses sont expulsées. Leur palais sert à stocker les biens confisqués des émigrés.
De 1795 à 1860, la Bourse du Commerce siège dans ce lieu.
En 1803, le musée des Beaux-Arts est créé.
De 1874 à 1989, dans cette galerie sont exposés des bustes des Lyonnais célèbres.
Entre 1990 et 1998, les architectes Dubois et Wilmotte sont chargés de la restructuration du musée et de la restauration des décors du Réfectoire.